# 蔡文浩
蔡文浩（1913年—1993年），男，江苏江阴人，中国基督教牧师，曾任中国基督教协会副会长，第六、七、八届全国政协委员。